# Дзори

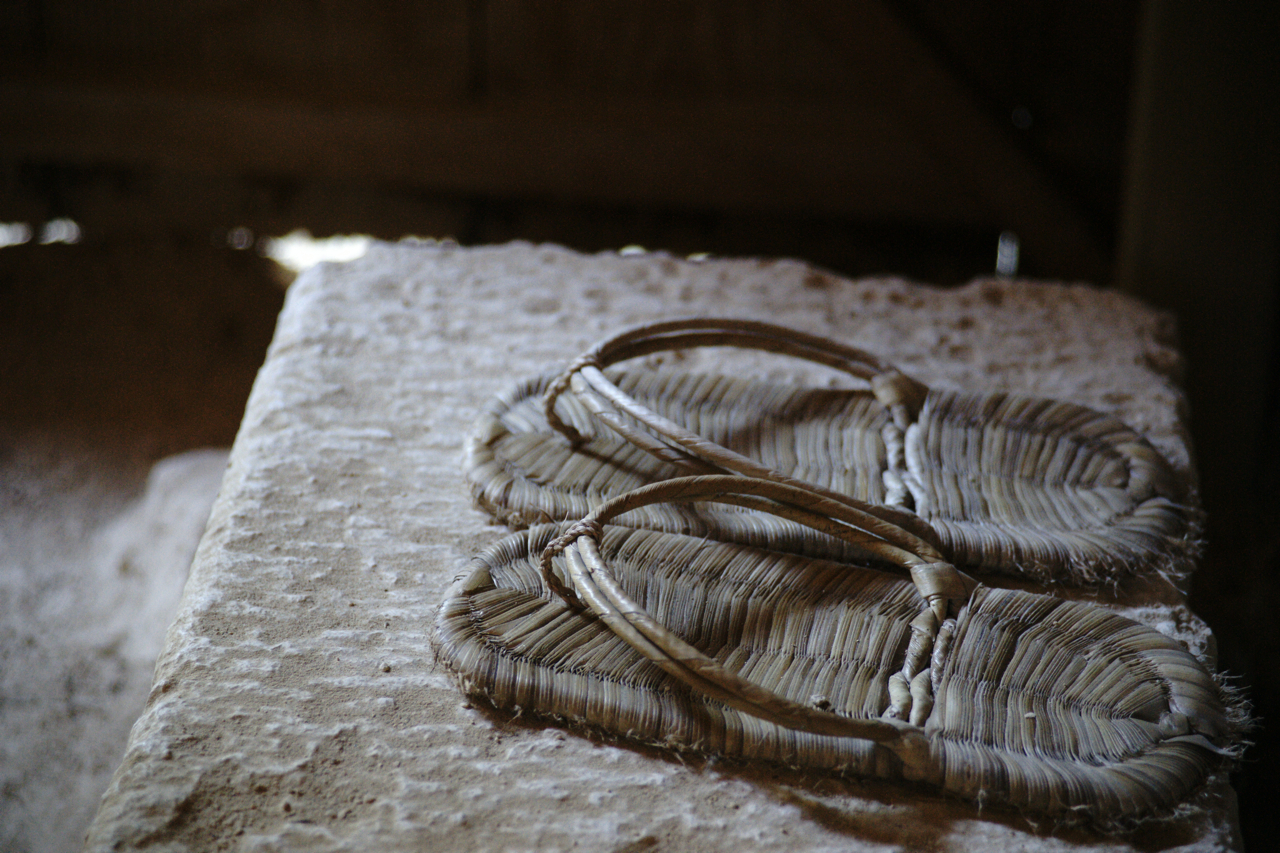
Дзори.

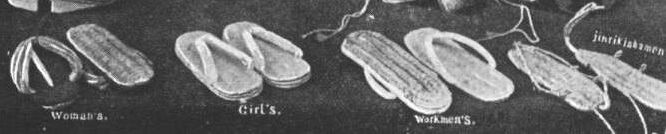
Соломенные дзори XIX века.

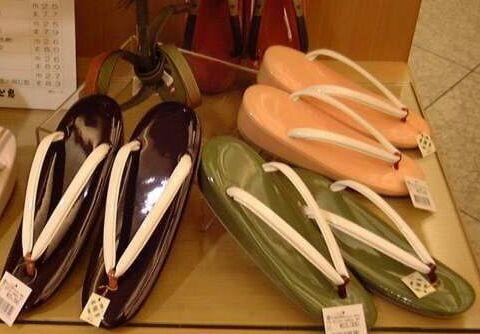
Современные пластиковые женские дзори.

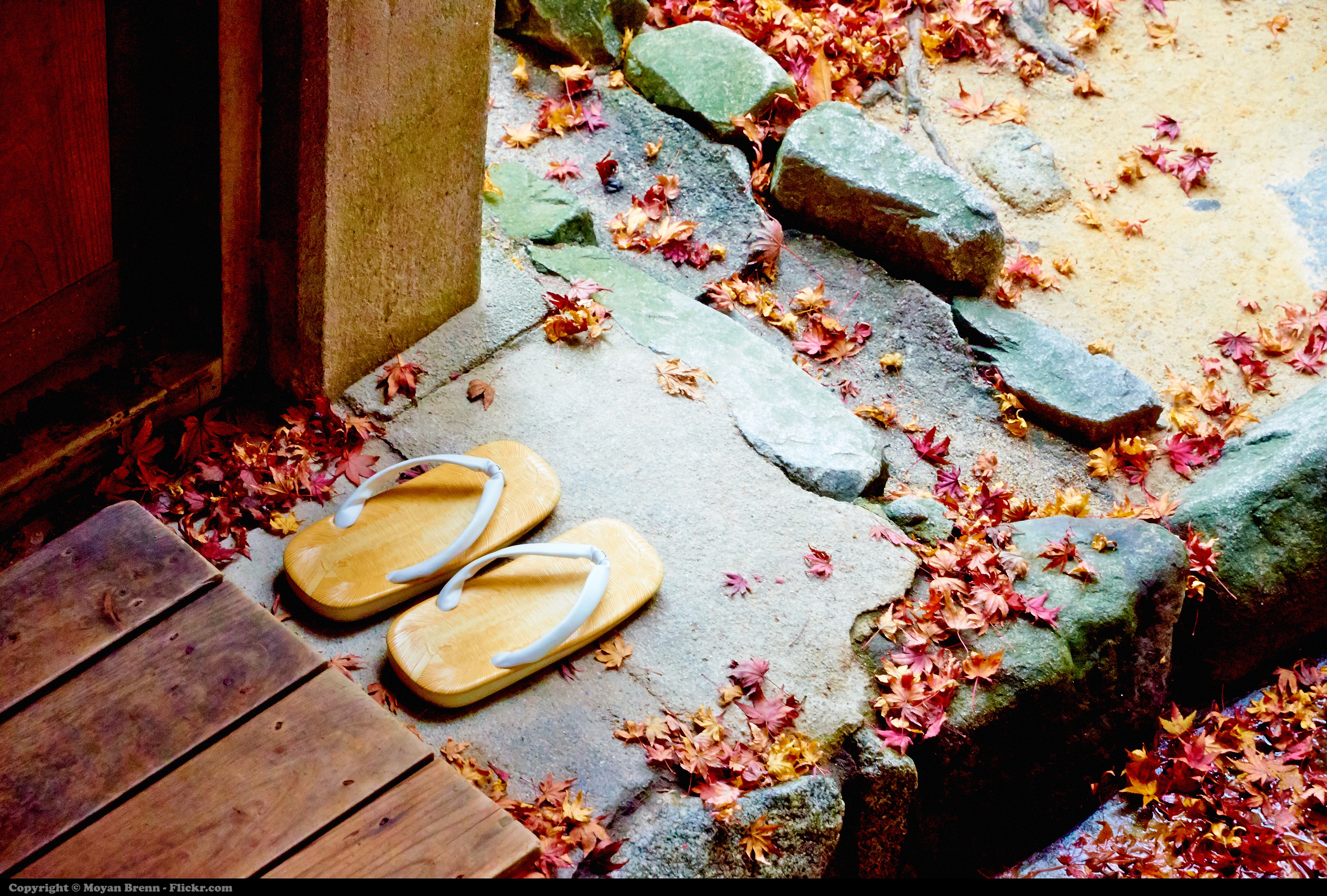
Мужские дзори.

Дзори (草履) — вид национальной японской обуви, атрибут национального парадного костюма. Представляют собой плоские сандалии без каблука, с утолщением к пятке. Придерживаются на ногах ремешками, проходящими между большим и вторым пальцами. В отличие от гэта, дзори делают отдельно для правой и левой ног. Традиционно изготавливались из рисовой соломы, сегодня бывают из  ткани, лакированной древесины, кожи, резины или синтетических материалов. Дзори очень похожи на «вьетнамки».
Традиционные формы дзори используют при ношении с другой традиционной одеждой; в то же время довольно распространены и современные формы, особенно летом. В то время как гэта в настоящее время носят с неофициальной юката, дзори связаны с более формальным кимоно. Формальность случая влияет на выбор кимоно и дзори. Дзори с камышовым покрытием не используются с кимоно, но считаются частью рабочей одежды или сочетаются с повседневной западной или японской одеждой, например, Дзимбээ. Женские виниловые (пластиковые) дзори считаются менее формальными, чем тканевые. Мужские дзори часто представляют собой искусственную имитацию соломы, с пеной или пробкой.
Парчовые дзори используются с наиболее формальным кимоно, например, для свадеб и похорон. Самой формальной обувью для мужчин считаются ханао (hanao), травяные дзори с белыми, иногда чёрными ремнями. Женские дзори также могут быть соломенной имитацией, но женские ханао обычно красные и они менее формальны, чем цветные виниловые или парчовые. Все пластиковые и тканевые дзори для женщин требуют использования белых носков таби. Мужские дзори можно носить как неофициально (без таби), так и с таби.
Ханао прикрепляется симметрично, поэтому не делятся на левые и правые. Они могут быть изготовлены из велюроподобного материала, как в случае пластиковой имитации соломы. Ханао для более формального ношения — это тонкие виниловые или парчовые ремни или более широкие и прочные виниловые или тканевые ремни. Для тканевых дзори обычно используют тиримэн, крепообразный японский шёлк или искусственный шёлк. Мужские дзори могут также быть сделаны из кожи или искусственной кожи.
Женские дзори редко бывают плоскими, за исключением имитирующих солому.
Как и все японские сандалии, дзори позволяют свободно циркулировать воздуху вокруг ног, что произошло из-за влажного климата, который преобладает на территории Японии. Они легко надеваются и снимаются, что важно в культуре, в которой обувь часто приходится снимать.
Одноразовые соломенные дзори с завязками, позволяющими плотно закреплять их на ноге, называются варадзи и традиционно были обыденной рабочей обувью простонародья и низкоранговых самураев.